# آدام میچل (بازیکن فوتبال، زاده ۱۹۹۳)
آدام میچل (انگلیسی: Adam Mitchell؛ زادهٔ ۱۸ اکتبر ۱۹۹۳) بازیکن فوتبال اهل بریتانیا است.
از باشگاه‌هایی که در آن بازی کرده‌است می‌توان به باشگاه فوتبال هروگیت تاون، باشگاه فوتبال دارلینگتون ۱۸۸۳، و باشگاه فوتبال ساندرلند اشاره کرد.